# Yamia muta
Yamia muta är en spindelart som först beskrevs av Louis Giltay 1935.  Yamia muta ingår i släktet Yamia och familjen fågelspindlar.
Artens utbredningsområde är Filippinerna. Inga underarter finns listade i Catalogue of Life.